# Куп СР Југославије у фудбалу 2001/02.
Куп СР Југославије у фудбалу 2001/02. била је десета и уједно последња сезона националног сезонског фудбалског купа Савезне Републике Југославије. Бранилац титуле био је београдски Партизан. Црвена звезда је победник такмичења, пошто је у финалу победила Смедерево 1924.

## Прво коло
| Тим 1               | Тим 2               | Резултат         |
| ------------------- | ------------------- | ---------------- |
| ТСЦ Бачка Топола    | Партизан            | 0 : 3            |
| Борац Чачак         | Обилић              | 0 : 1            |
| Црвена звезда       | Дубочица            | 1 : 0            |
| Чукарички           | Рудар Пљевља        | 3 : 1            |
| Хајдук Кула         | Раднички Београд    | 2 : 0            |
| Ибар Лепосавић      | Војводина           | 0 : 3            |
| Млади Радник        | Рад                 | 0 : 1            |
| Младост Подгорица   | Напредак Крушевац   | 2 : 0            |
| Пролетер Зрењанин   | ОФК Београд         | 0 : 2            |
| Раднички Стобекс    | Будућност Подгорица | 0 : 0 (пен: 5:6) |
| Раднички Крагујевац | Раднички Ниш        | 2 : 1            |
| Раднички Обреновац  | Сутјеска            | 1 : 0            |
| Смедерево           | ЧСК Пивара          | 3 : 0            |
| Телеоптик           | Железник            | 1 : 1 (пен: 1:4) |
| Земун               | Младост Апатин      | 2 : 1            |
| Зета                | Шумадија            | 3 : 0            |

## Друго коло
| Тим 1               | Тим 2               | Резултат         |
| ------------------- | ------------------- | ---------------- |
| Црвена звезда       | Зета                | 3: 0             |
| Војводина           | Чукарички           | 3 : 0            |
| Будућност Подгорица | Железник            | 0 : 1            |
| Обилић              | Раднички Крагујевац | 1 : 1 (пен: 4:5) |
| Раднички Обреновац  | Младост Подгорица   | 2 : 0            |
| Смедерево           | Хајдук Кула         | 1 : 0            |
| Партизан            | Рад                 | 4 : 0            |
| Земун               | ОФК Београд         | 1 : 4            |

## Четвртфинале
| Тим 1               | Тим 2              | Резултат         |
| ------------------- | ------------------ | ---------------- |
| Црвена звезда       | Раднички Обреновац | 1 : 0            |
| Раднички Крагујевац | Војводина          | 0 : 1            |
| Смедерево           | ОФК Београд        | 0 : 0 (пен:4:2)  |
| Железник            | Партизан           | 1 : 1 (пен: 4:3) |

## Полуфинале
| Железник                       | 2 : 3 | Смедерево                             |
| ------------------------------ | ----- | ------------------------------------- |
| Марковић 37’ · Мајсторовић 85’ |       | Миросављевић 10’, 62’ · Кекезовић 36’ |

| Војводина                                     | 1 : 1 | Црвена звезда                                      |
| --------------------------------------------- | ----- | -------------------------------------------------- |
| Богдановић 78’ (пен.)                         |       | Пјановић 24’                                       |
| Пенали                                        |       |                                                    |
| Вукеља · Танасијевић · Јовановић · Кривокапић | 3 : 5 | Пјановић · Марковић · Видић · Миловановић · Братић |

## Финале
| Смедерево | 0 : 1 | Црвена звезда |
| --------- | ----- | ------------- |
|           |       | Пјановић 20’  |